# 작은창자

소화기관의 모양과 이름

작은창자(small intestine, small bowel, 표준어: 작은창자, 문화어: 가는밸) 또는 소장(小腸)은 위와 대장 사이에 위치한 소화 기관이다. 소장은 십이지장, 공장, 회장으로 이루어져 있으며, 쓸개로부터 쓸개즙이 분비되는 등 많은 소화 작용이 일어나는 곳이다. 소화 작용으로 만들어진 영양분은 소장 내부의 돌출된 융기를 통해 혈액내부로 확산, 전달된다.
5세 이상 인간의 소장은 대략 7 미터 정도이다. 소장 길이는 대장보다 4-5배 길지만, 굵기는 평균 7.6 센티미터인 대장에 비해 2.5-3 센티미터로 훨씬 가늘다.
소장은 위에서부터 십이지장·공장(空腸)·회장(回腸)의 세 부분으로 구분된다. 소장 내면의 점막에는 윤상으로 뻗어 있는 수많은 주름이 있고 그 표면에 융모라고 하는 것이 있는데, 이 융모 사이로 장선이 열려 있어 장액을 이곳으로 분비한다.
위액에 의해 암죽처럼 된 음식물은 소장을 통과하는 사이에 소장벽에서 분비되는 장액, 간에서 만들어지는 쓸개즙, 이자에서 나오는 이자액 등과 혼합된다. 소장은 소화운동을 하면서 영양분을 소화·흡수하는 중요한 부분이다. 소장은 위에서부터 십이지장·공장(空腸)·회장(回腸)의 세 부분으로 구분한다. 공장과 회장의 길이의 비는 약 2:3 정도며, 십이지장은 후복벽(後腹壁)에 튼튼하게 고정되어 있으나, 공장과 회장은 복강 속에 길게 퍼져서 장간막에 의하여 복벽에 연결되어 있다. 그런데다 장간막의 길이가 15∼25cm나 되므로, 공장과 회장은 가동성이 크다. 공장과 회장을 합쳐서 유장간막소장(有腸間膜小腸)이라고 한다.
공장은 회장보다 약간 굵고 벽이 두꺼우며, 혈관의 분포도 공장에 많다. 시체를 해부했을 경우 공장은 내용물이 비어 있는 경우가 많다. 회장은 복강 속에서 꾸불꾸불하게 되어 있기 때문에 이와 같이 명명되었다. 소장 내면의 점막에는 윤상(輪狀)으로 벗어 있는 수많은 주름이 있고, 주름의 표면에는 융모(絨毛)라고 하는 길이 0.5∼1mm되는 점막돌기가 빽빽하게 돋아 있다. 융모 사이로 점막조직에 들어 있는 장선(腸腺)이 열려 있어, 장액을 이곳으로 분비한다. 윤상의 주름은 십이지장과 공장에는 많으나 회장에는 적다.
소장 점막에는 특수한 림프조직이 발달해 있는데, 이것에는 두 종류가 있다. 하나는 지름 1∼1.5mm인 고립림프소절이다. 이것은 흰색을 띤 돌출물처럼 보이며, 장 전체에 퍼져 있다. 다른 하나는 지름 2∼10cm인 집합림프소절이다. 이것은 고립림프소절이 밀집한 것으로, 긴장타원형을 이루고 있다. 그런데 소절의 장축은 장의 긴축 방향과 일치하고 있는데, 그 수는 약 15∼30개 정도다. 장결핵이나 장티푸스 등에 걸리면, 이 부분에서 궤양(潰瘍)이 생긴다. 소장의 기능에는 운동기능·분비기능·흡수기능의 세 가지가 있다.

## 같이 보기
- 샘창자
- 빈창자
- 돌창자
- 큰 창자
- 샘빈창자굽이